# Уорд, Ник
Николас Эндрю Уорд (англ. Nicholas Andrew Ward; род. род. 24 марта 1985, Перт) — австралийский футболист, выступавший на позиции полузащитника.

## Карьера
В первом сезоне Эй-лиги Уорд был признан лучшим молодым игроком чемпионата, а также стал игроком года по мнению болельщиков «Перт Глори». После окончании сезона ник проходил просмотр в «Лестер Сити» и «Брентфорде», однако несмотря на недовольство Футбольной федерации Австралии подписал контракт с клубом Чемпионшипа «Куинз Парк Рейнджерс».
31 декабря 2007 года, в последний день трансферного окна Уорд перешёл по аренде в «Брайтон энд Хоув Альбион» до конца сезона. 17 февраля забил свой единственный гол за «Брайтон» в домашнем матче против «Ноттингем Форест».
4 декабря 2007 года Уорд расторгнул договор с «Куинз Парк Рейнджерс» по обоюдному согласию и уже в конце декабря подписал новый контракт с клубом Эй-лиги «Мельбурн Виктори» на два года. 11 января 2008 года забил первый гол в составе «Виктори» в домашнем матче против «Веллингтон Феникс».
1 сентября 2010 года перешёл в клуб «Веллингтон Феникс». 11 сентября 2010 года в матче против «Сиднея» забил свой единственный гол за «Никс», замечательным выстрелом в верхний правый угол из-за пределов штрафной. В следующем сезоне клуб расторг с ним контракт, однако уже через некоторое время он заключил контракт с клубом «Ираклис», в котором провёл всего месяц и вернулся в «Веллингтон Феникс» из-за того, что греческая команда была лишена профессиональной лицензии и переведена в Дельта Этники.
В начале сезона 2012/13 Ник подписал контракт с «Перт Глори», забив свой первый гол в матче против «Ньюкасл Юнайтед Джетс» 3 ноября, второй гол забил в ворота «Уэстерн Сидней Уондерерс» 27 декабря 2012 года.
В конце сезона с Уордом и его одноклубниками Эваном Бергером, Дином Хеффернаном и Льюисом Итальяно были расторгнуты контракты. В сезоне 13/14 выступал за «Ньюкасл Юнайтед Джетс» как замена травмированному футболисту. В феврале 2015 года заключил контракт с «Уэстерн Сидней Уондерерс», проведя всего одну игру, и в конце сезона покинул клуб из-за травмы.

## Международная карьера
После удачного сезона в «Перт Глори» Уорд попал в расширенный состав сборной, был вызван на матч квалификации Кубка Азии против Бахрейна, внесён в заявку на матч как запасной игрок, но на поле так и не появился.

## Достижения

### Клубные
- Победитель Национальной футбольной лиги: 2003/04
- Победитель Эй-лиги: 2008/09

### Личные
- Лучший молодой игрок Эй-лиги: 2005/06